# 火影忍者劇場版：大興奮！三日月島上的動物騷亂
《大兴奋！三日月岛的动物骚动！》是日本动漫系列火影忍者的第三部剧场版。日本於2006年8月5日上映，台灣於2007年2月2日開映。中國則是電影頻道（CCTV-6）曾引進並於2011年7月27日下午13:55分首播。

## 概要
本片時間設定於動畫第一部結尾，佐助離開木葉忍者村後。故事發生在火之國遙遠南方海上的小島——三日月島，島上有個擁有極大財富的國家，名為「月之國」。第七班的鳴人、小櫻、卡卡西三人與小李組隊，進行保護「月之國」王子月滿的任務，確保他能安全返回三日月島。
「月之國」的王子月滿是個極端揮霍的人。在旅途中，他看中了馬戲團中的珍貴「劍齒虎」，不惜代價將整個馬戲團買下。第七班與這位任性的王子相處並不容易，而且還有許多不聽話的動物增加了鳴人等人的任務困難，但在旅途中，第七班一行人也與月滿王子的兒子小光建立了友情。
後續眾人順利回到月之國，然國內竟發生政變，國王被大臣夏大霸推翻，夏大霸更派遣了三位使用恐怖忍術的迷之忍者。對鳴人一行人展開襲擊，但在第七班與馬戲團的共同合作之下，鳴人與小光一同將大臣夏大霸，拯救了月滿王子與月之國。

## 配音
- 漩渦鳴人：竹內順子（日）；蔣篤慧（台）
- 春野櫻：中村千繪（日）；丘梅君（台）
- 李洛克：增川洋一（日）；丘梅君﹝台﹞
- 旗木卡卡西：井上和彥（日﹞；陳幼文﹝台）
- 石館：菅原正志（日）

## 制作團隊
- 監督、脚本：都留稔幸
- 角色設計：西尾鉄也、鈴木博文

## 主題歌
- MARIA「つぼみ」 
  - 作詞：MARIA
  - 作曲：TATTSU

## 外部連結
- 官方網站（日語）

| Animax 星期日 21:00－23:00 節目 | Animax 星期日 21:00－23:00 節目                        | Animax 星期日 21:00－23:00 節目 |
| ------------------------------- | ------------------------------------------------------ | ------------------------------- |
|                                 | 火影忍者劇場版 三日月島上的動物騷亂 （2016年12月25日） |                                 |
| 一拳超人 重播                   | —                                                      |                                 |

1. ↑  . 巴哈姆特電玩資訊站.   [2023-02-28]. （原始内容存档于2023-02-28）.